# Monhystera campbelli
Monhystera campbelli är en rundmaskart som beskrevs av Allgen 1929. Monhystera campbelli ingår i släktet Monhystera och familjen Monhysteridae. Inga underarter finns listade i Catalogue of Life.